# Прозор (герб)
Прозор (пол. Prozor) — польский дворянский герб, восходит к началу XVII века.

## Описание
В щите рассечённом — в поле правом червлёном — половина орла серебряного, в поле левом лазоревом — три шестиконечных звезды золотых, одна над другой.

## Герб используют
Прозоры (Prozor), Яковские (Jackowski), Сорицкие Sorycki, Тармоличи (Tarmolicz).